# Sei pezzi per piano
I Sei pezzi per piano (Sechs Klavierstücke), op. 118, furono scritti da Johannes Brahms durante l'estate 1893, e furono dedicati a Clara Schumann.
Questa collezione di pezzi è stata la penultima ad essere pubblicata durante la vita di Brahms. È stato anche il suo penultimo lavoro composto per pianoforte solo. Come le altre opere pianistiche del tardo Brahms, l'op. 118 è nel complesso più introspettiva dei suoi brani per pianoforte precedenti, che tendevano ad avere un carattere più virtuosistico.

## Struttura
L'opera è formata da sei pezzi: 
- N.º 1 Intermezzo: Allegro non assai, ma molto appassionato, in la minore.
- N.º 2 Intermezzo: Andante teneramente, in la maggiore.(Ascoltoⓘ)
- N.º 3 Ballade: Allegro energico, in sol minore.
- N.º 4 Intermezzo: Allegretto un poco agitato, in fa minore.
- N.º 5 Romance: Andante, in fa maggiore.
- N.º 6 Intermezzo: Andante, largo e mesto, in mi bemolle minore.